# Corriere Vicentino
Il Corriere Vicentino è la rivista della provincia di Vicenza che copre la zona della Valle del Chiampo. Si occupa di giornalismo territoriale, trattando temi che spaziano dall’attualità alla cronaca, dall’economia al sociale, dallo sport alla cultura. Pone particolare attenzione alle informazioni delle amministrazioni comunali e alle varie associazioni locali. Il format dà spazio a fatti e storie della valle, mettendo in luce il tesoro imprenditoriale e culturale dell’Ovest vicentino.
Stampato in oltre 15 000 copie, viene distribuito in maniera capillare su tutto il territorio, occupandosi in particolare dei comuni di: Arzignano, Montecchio Maggiore, Chiampo, Montebello Vicentino, Nogarole Vicentino, San Pietro Mussolino, Crespadoro, Altissimo, Montorso Vicentino, Zermeghedo.
Il magazine, con redazione a Montecchio Maggiore, è pubblicato da Berica Editrice, e all’edizione cartacea, viene affiancata quella digitale, entrambe gratuite. Con un’azienda di oltre 25 dipendenti, Corriere Vicentino può contare su un’ampia rete di collaboratori presenti in tutti i suoi comuni.

## Storia
Corriere Vicentino nasce nel gennaio del 2000 dall’idea condivisa di quarantadue soci, tra cui Stefano Cotrozzi, attuale Direttore Responsabile. Inizialmente in formato tabloid, il giornale si è poi evoluto, nel 2008, diventando magazine.
Dal 2000 al 2016 il Corriere Vicentino si è occupato oltre che dell’Ovest Vicentino anche dell’Area Berica. In quella fase la rivista raggiungeva le 240 pagine ed era stampata in 30 000 copie.
Dal 2013 l’edizione cartacea è supportata anche dalla piattaforma web, con oltre 300.000 visualizzazioni l’anno, in cui quotidianamente vengono pubblicate notizie e aggiornamenti del territorio.